# Bahnhof Takanawa Gateway
Der Bahnhof Takanawa Gateway (jap. 高輪ゲートウェイ駅, Takanawa-Gētowei-eki) ist ein Bahnhof in der japanischen Hauptstadt Tokio. Er wird von der Bahngesellschaft JR East betrieben und befindet sich im Bezirk Minato.

## Verbindungen
Takanawa Gateway ist ein Zwischenbahnhof an der Keihin-Tōhoku-Linie und an der Yamanote-Linie, die beide durch die Bahngesellschaft JR East betrieben werden. Erstere verbindet Ōmiya mit Tokio und Yokohama sowie daran anschließend auf der Negishi-Linie mit Ōfuna. Tagsüber fahren die Nahverkehrszüge alle fünf Minuten, während der morgendlichen Hauptverkehrszeit alle zweieinhalb Minuten. Somit werden jede Stunde zwischen 10 und 24 Züge angeboten. Ähnlich dicht ist der Verkehr auf der ringförmig rund um das Tokioter Stadtzentrum verlaufenden Yamanote-Linie: Tagsüber in beiden Richtungen zwölf Züge je Stunde, während der Hauptverkehrszeit bis zu 18 Züge.
Am Bahnhof selbst gibt es keine Bushaltestellen. Solche sind an den benachbarten Hauptstraßen zu finden und werden von zwei Linien des städtischen Busbetriebs Toei Bus bedient. Etwa 300 Meter in nordwestlicher Richtung steht der Bahnhof Sengakuji, die Schnittstelle zwischen der Asakusa-Linie und der Keikyū-Hauptlinie.

## Anlage
Der Bahnhof steht an der Grenze der Stadtteile Takanawa (im Westen) und Kōnan (im Osten), die beide zum Tokioter Bezirk Minato gehören. Zum Zeitpunkt der Eröffnung befanden sich in der näheren Umgebung keine besonderen Einrichtungen. Neben dem Bahnhof soll jedoch auf dem Gelände der ehemaligen Abstellanlage bis 2024 der neue Stadtteil Global Gateway Shinagawa mit Bürogebäuden und Hotels entstehen.
Die Anlage ist von Norden nach Süden ausgerichtet und besitzt vier Gleise, die dem Personenverkehr auf der Keihin-Tōhoku-Linie und der Yamanote-Linie dienen und an zwei Mittelbahnsteigen liegen. Östlich am Bahnhof vorbei verlaufen die Gleise der Tōkaidō-Hauptlinie und der Yokosuka-Linie, mehrere Abstellgleise sowie die Trasse der Schnellfahrstrecke Tōkaidō-Shinkansen. Keine dieser Linien verfügt hier über Bahnsteige, weshalb ihre Züge ohne Halt durchfahren. Das von Kengo Kuma entworfene dreigeschossige Bahnhofsgebäude ist rund 30 Meter hoch. Die zahlreichen Metallstreben machen einerseits einen futuristischen Eindruck, andererseits nehmen die mit Zedernholz verkleideten Wände und hölzerne Bodenplatten Bezug auf traditionelle japanische Baumethoden. Große Fenster ermöglichen den Blick auf die Umgebung. JR East legte Wert darauf, in diesem Bahnhof möglichst viele innovative Technologien anzuwenden: Das Dach besteht aus einer Membran, die das Licht durchlässt, dabei aber die Hitze abweist; Serviceroboter übernehmen die Wartung; ebenso gibt es einen vollautomatischen Convenience Shop ohne Personal.

## Bilder

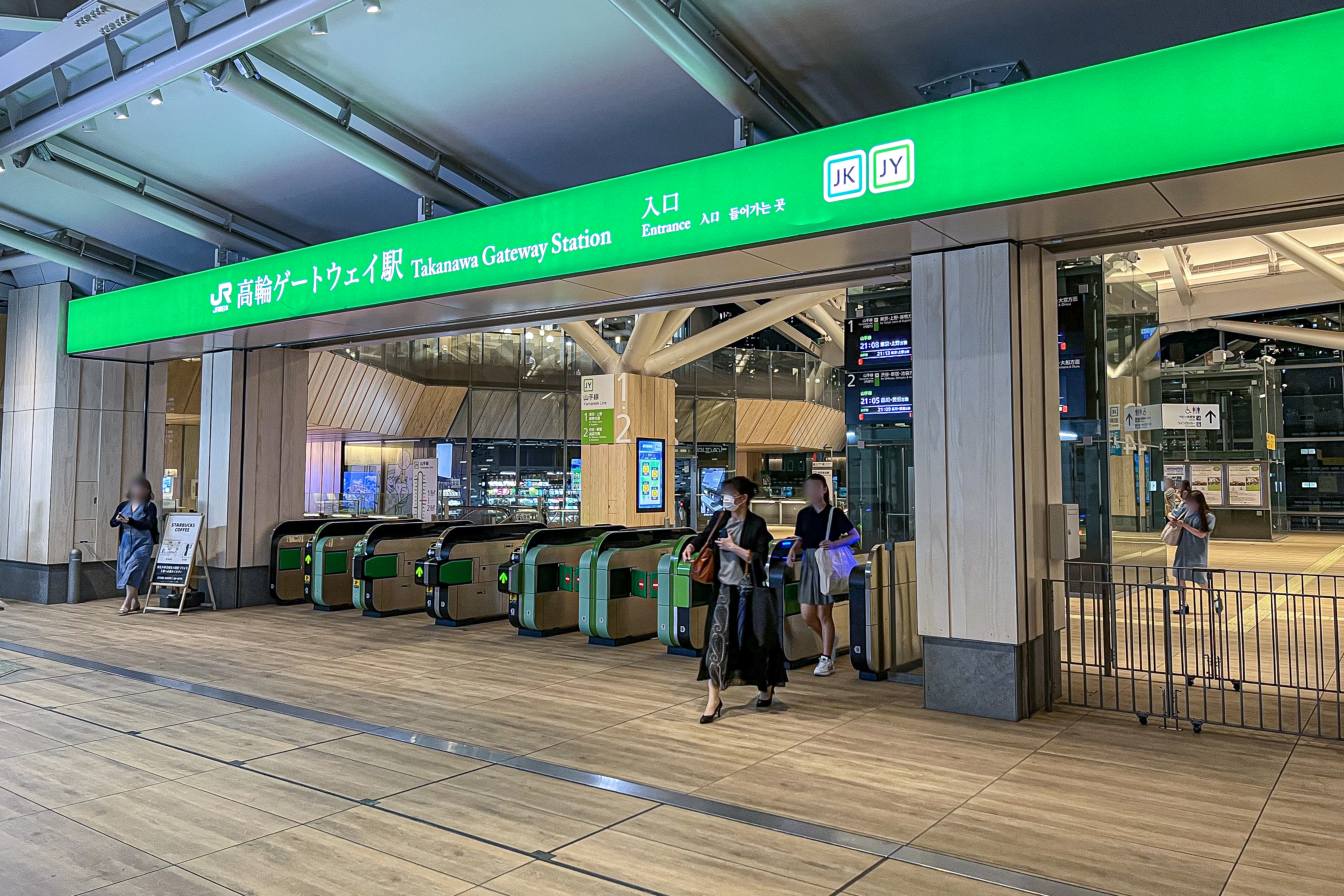
Eingangsbereich
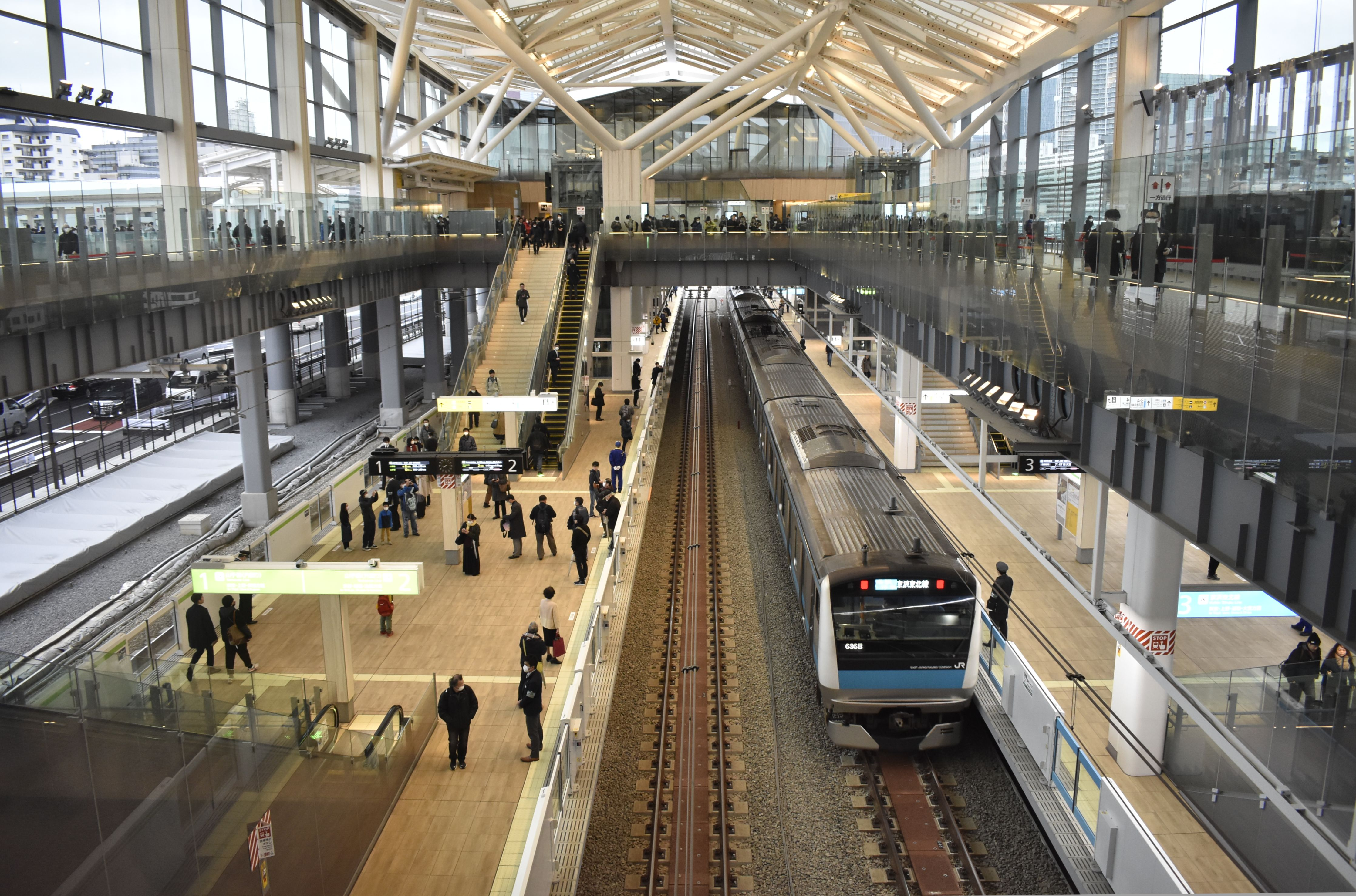
Blick auf den Bahnsteig der Yamanote-Linie (links) und der Keihin-Tōhoku-Linie (rechts)
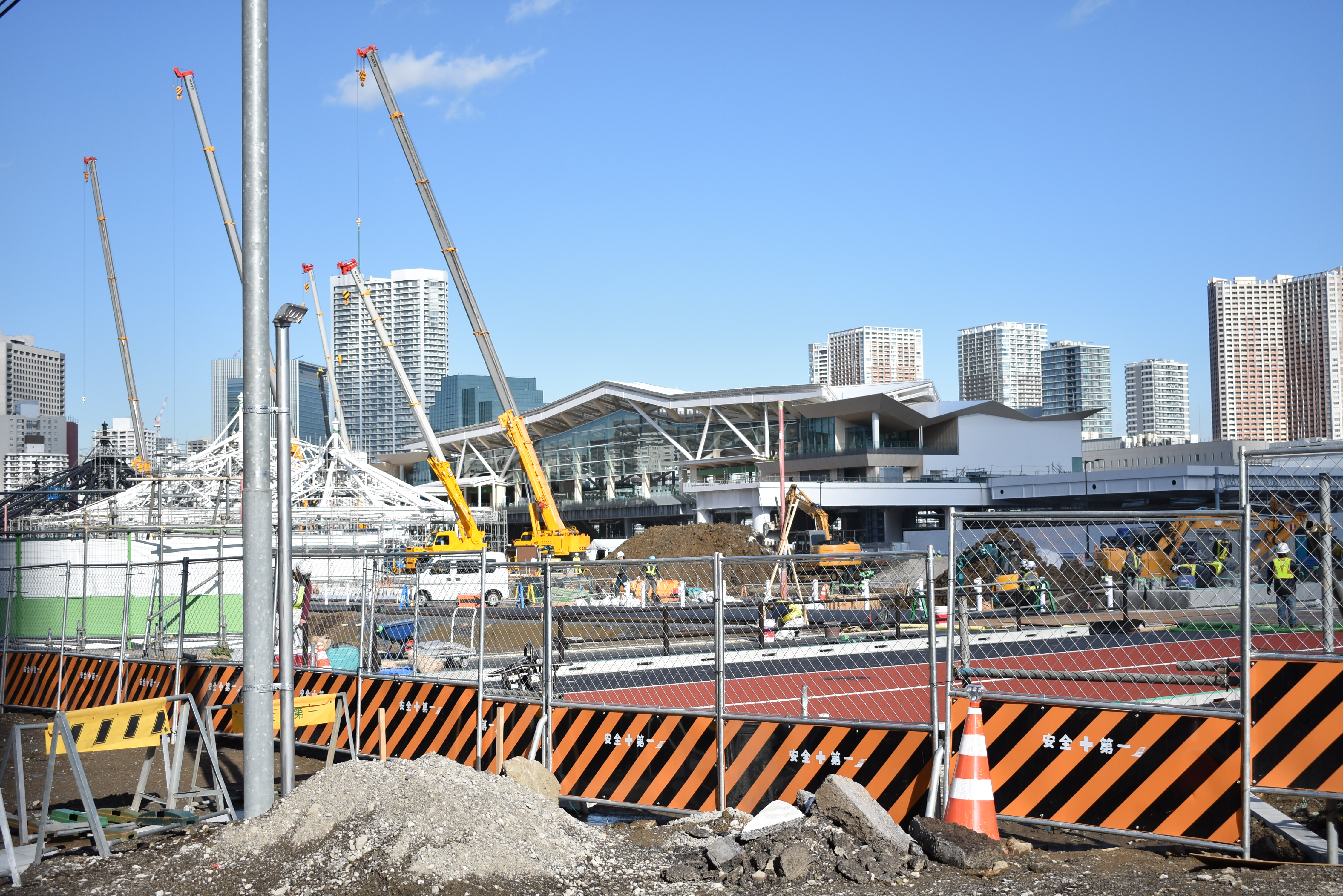
Baustelle (Januar 2020)
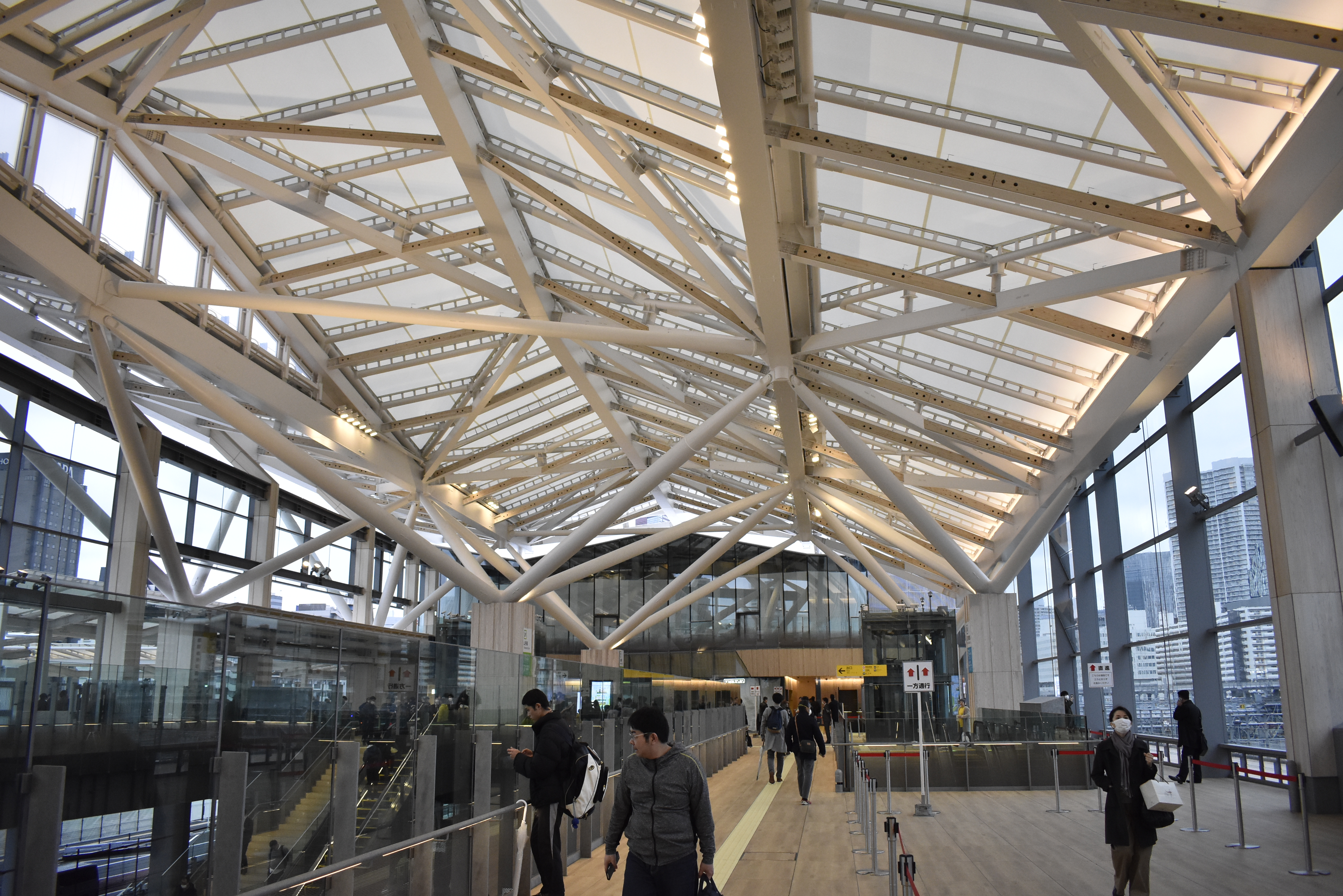
Dachkonstruktion

## Gleise
| 1 | ▉ Yamanote-Linie      | Tokio • Ueno • Sugamo                   |
| 2 | ▉ Yamanote-Linie      | Shibuya • Shinjuku • Ikebukuro          |
| 3 | ▉ Keihin-Tōhoku-Linie | Tokio • Ueno • Urawa • Ōmiya            |
| 4 | ▉ Keihin-Tōhoku-Linie | Shinagawa • Kawasaki • Yokohama • Ōfuna |

## Linien
| Verlauf der Keihin-Tōhoku-Linie / Negishi-Linie |
| --- |
| Ōmiya • Saitama-Shintoshin • Yono • Kita-Urawa • Urawa • Minami-Urawa • Warabi • Nishi-Kawaguchi • Kawaguchi • Akabane • Higashi-Jūjō • Ōji • Kami-Nakazato • Tabata • Nishi-Nippori • Nippori • Uguisudani • Ueno • Okachimachi • Akihabara • Kanda • Tokyo • Yūrakuchō • Shimbashi • Hamamatsuchō • Tamachi • Takanawa Gateway • Shinagawa • Ōimachi • Ōmori • Kamata • Kawasaki • Tsurumi • Shin-Koyasu • Higashi-Kanagawa • Yokohama • Sakuragichō • Kannai • Ishikawachō • Yamate • Negishi • Isogo • Shin-Sugita • Yōkōdai • Kōnandai • Hongōdai • Ōfuna |

| Verlauf der Yamanote-Linie |
| --- |
| Shinagawa • Ōsaki • Gotanda • Meguro • Ebisu • Shibuya • Harajuku • Yoyogi • Shinjuku • Shin-Ōkubo • Takadanobaba • Mejiro • Ikebukuro • Ōtsuka • Sugamo • Komagome • Tabata • Nishi-Nippori • Nippori • Uguisudani • Ueno • Okachimachi • Akihabara • Kanda • Tokyo • Yūrakuchō • Shimbashi • Hamamatsuchō • Tamachi • Takanawa Gateway • Shinagawa |

## Geschichte
Die Bahngesellschaft JR East gab im Juni 2014 den Bau eines neuen Bahnhofs zwischen Tamachi und Shinagawa bekannt. Er sollte auf dem 20 Hektar großen Gelände der nicht mehr genutzten Abstellanlage Tamachi Sharyō Center (田町車両センター) entstehen und rechtzeitig zu den Olympischen Sommerspielen 2020 in Tokio in Betrieb gehen. Als Architekt verantwortlich war Kengo Kuma, der bereits den Bau des Neuen Nationalstadions leitete. Im September 2016 veröffentlichte JR East weitere Projektdetails; demnach sollte der neue Bahnhof den zentralen Teil eines Stadtentwicklungsprojekts namens Global Gateway Shinagawa bilden.
Die Bauarbeiten begannen am 10. Februar 2017. Zur Bestimmung des Bahnhofsnamens sammelte JR East im Juni 2018 Vorschläge der Bevölkerung. Die meisten Einsendungen, nämlich 8395, schlugen dabei den Namen Takanawa (高輪) vor; es folgten Shibaura (芝浦) mit 4265 Stimmen und Shibahama (芝浜) mit 3497 Stimmen. Die letztlich von JR East im Dezember 2018 gewählte Bezeichnung Takanawa Gateway lag hingegen bei der Anzahl der Einsendungen mit lediglich 36 Stimmen auf dem 130. Platz. Aufgrund seiner Länge und des englischen Begriffs „Gateway“ löste die Wahl eine Kontroverse aus. JR East begründete den Namen mit dem historischen Hintergrund des Gebiets Takanawa als „Tor (Gateway) nach Edo“ sowie mit der internationalen Ausrichtung des neuen Stadtteils.
Im November 2019 waren die Bauarbeiten abgeschlossen und der Betrieb wurde am 14. März 2020 aufgenommen. Es handelte sich hierbei um den ersten neuen Bahnhof auf der Yamanote-Linie seit dem Bahnhof Nishi-Nippori im Jahr 1971 und den ersten der Keihin-Tōhoku-Linie seit der Eröffnung des Bahnhofs Saitama-Shintoshin im Jahr 2000.